# Dave Catching
David Catching, detto Dave (Memphis, 7 giugno 1961), è un chitarrista e produttore discografico statunitense.

## Carriera musicale
Dave ha suonato la chitarra per i ben noti gruppi musicali Eagles of Death Metal, Queens of the Stone Age, Tex e i Horseheads, Ringling Sisters, earthlings?, Mondo Generator e Masters of Reality. È anche membro degli Yellow #5 e dei Gnarltones. Ha inoltre contribuito al primo album del duo country rock Smith & Pyle. Nel 2008 è stato cofondatore dello studio di registrazione Rancho De La Luna, con sede a Joshua Tree, nella Contea di San Bernardino. Dave era sul palco con gli Eagles of Death Metal durante gli attacchi terroristici del 13 novembre 2015 in Francia.

## Discografia
- The Modifiers (1980)
- 60 Watt Reality (The Ringling Sisters, 1990)
- The Desert Sessions 1 & 2 (1998)
- Queens of the Stone Age (Queens of the Stone Age, 1998)
- The Desert Sessions 3 & 4 (1998)
- The Desert Sessions 5 & 6 (1999)
- Rated R (Queens of the Stone Age, 2000)
- Human Beans (earthlings?, 2001)
- Deep in the Hole (Masters of Reality, 2001)
- Songs for the Deaf (Queens of the Stone Age, 2002)
- A Drug Problem That Never Existed (Mondo Generator, 2003)
- The Desert Sessions 9 & 10 (2003)
- Bubblegum (Mark Lanegan Band, 2004)
- III the EP (Mondo Generator, 2004)
- Lullabies to Paralyze (Queens of the Stone Age, 2005)
- I Got a Brand New Egg Layin' Machine (Goon Moon, 2005)
- Death By Sexy... (Eagles of Death Metal, 2006)
- Powder Burns (The Twilight Singers, 2006)
- Dead Planet (Mondo Generator, 2006)
- Licker's Last Leg (Goon Moon, 2007)
- Neptune (The Duke Spirit, 2008)
- Humalien (earthlings, 2009)
- Pine Cross Dover (Masters of Reality, 2009)
- Blues Funeral (Mark Lanegan Band, 2012)
- Tomorrowland Blues (Star & Dagger, 2013)
- Unfuckwithable (Mojave Lords, 2014)